# 冼義哲
冼義哲 （1992年9月23日—），台灣澎湖馬公人，民主進步黨籍政治人物、作家，其伯公為228事件受難者家屬趙文邦，青年佔領政治發起人，曾任樹黨第1、2屆中央執行委員，從事環保運動、反賭運動。 以筆名鳴鏑出版《十字路口》、《西瀛勝境》兩本小說。

## 社會運動

### 環保運動

#### 搶救保護區、怒摔主席牌
2014年10月15日，因抗議內湖慈濟園區土地變更案，與內湖保護區守護聯盟等在地居民，訴求「搶救保護區」、反對「黑箱會議」時，現場環運人士噴灑滅火器，冼摔毀主席牌抗議主席陳武正行政不中立，隨後遭警方非法羈押超過六小時，目前全案訴訟中。次日，台北市政府都委會宣布，增設都市計劃審查府外委員，由內湖保護區守護聯盟洪美惠、樹黨策略長潘翰聲出任。

#### 世界最美麗海灣年會預算
2017年12月25日，冼義哲帶領澎湖青年陣線執行長王南昕、在地藝文工作者陳雋昀等人，在議會高舉抗議標語，認為問題預算金額達5736萬7500元，有7成預算有問題，更嚴重的是整筆預算中找不到任何一筆花費在海洋整治、環境保護上頭。翌日，澎湖縣議會退回此預算案。

### 反賭運動
2016年立法委員選舉期間，林炳坤的競選招牌廣告，「政黨票請投無黨團結聯盟，讓『澎湖』多一席立委。」冼義哲將其改圖成「政黨票請投無黨團結聯盟，讓『賭場』多一席立委」，並寫「投給無黨就是支持賭場。」讓遭諷刺的無盟主席林炳坤不滿提告。

### 國際參與
2017年3月底，冼義哲帶領澎湖青年陣線執行長王南昕、創意總監舒羽涵，代表樹黨與台灣樹人會參與於英國利物浦所舉辦的全球綠人大會，三人並同時受邀至倫敦大學亞非學院專題演講，談論澎湖在地經驗、澎湖博弈公投與反賭場運動。

### 推動性別平權
2016年3月，冼義哲接獲民眾陳情學校有老師私生活不道德、搞同性戀，冼義哲指正這位母親的觀念說，性傾向無關道德，同性戀不是疾病，不需要治療，更不會傳染。
2017年6月15日，由於澎湖防衛司令部日前爆發士官長性侵志願役士兵長達2年，冼義哲率眾前往聲援，原欲親自現身的被害人，自稱因軍方壓力臨陣退縮，改以事前錄製錄音控訴士官長暴行。

### 監督縣政
2017年3月14日，冼義哲帶領澎湖青年陣線、樹黨、台灣樹人會在澎湖預定新建的公車總站召開記者會，批評縣政府僅用些許泥土覆蓋就在柏油路上植樹，對建設設施所規定的綠地面積虛應故事。
2017年8月27日，同樣於澎湖公車總站，抗議其公車總站對輪椅族的不友善。
2017年10月19日，在澎湖公車總站落成典禮之時，再次拋出「公車民營化」等「澎湖本島大眾運輸升級方案」議題。

## 從政

### 樹黨時期
2014年9月1日，冼義哲率領台北、宜蘭、基隆、桃園、台中、嘉義、台南、高雄、澎湖等9位「未滿23歲」成員，至各縣市登記參選地方民意代表、衝撞選制。因憲法130條與選罷法24條規定，登記遭駁回。其後發起訴願，敗訴；再由其與巫紫汝提起行政訴訟。

#### 參選立法委員
2015年7月7日，冼義哲宣布參選2016年中華民國立法委員選舉，並在參選聲明時提到：
|  | 「這一次要讓大家看見，青年返鄉的政治創業，有改變的可能，很多人告訴我，你面對的是兩大黨的挑戰，但是我告訴他們，今天我再不參選，澎湖就會永遠的沉淪下去。」 |

現場並有前柯文哲競選總幹事姚立明、中國大陸民運人士吾爾開希（已入籍）、進步連線立委參選人李幸長到場站台支持。
2016年8月28日上午，冼義哲祖母發現其座車遭人噴紅漆寫「再檔(擋)死全家」暴力恐嚇字眼，引發各界關注。隨後，冼義哲在臉書上表示，非常介意這種威脅家人的事情，但這樣的手段不會動搖反對賭場的行動或意念。博弈公投應該朝正面理性討論，不應出現負面手段，這種黑金恐嚇的行為，希望警方嚴查，並在他住家設巡邏箱，讓家裡長輩安心，樹黨和他還是會堅持反對澎湖設置賭場，不會向暴力妥協。冼還在臉書上寫道：「我譴責你這種暴力行為，這不但是對澎湖治安的破壞，更是對於公民投票、公共政策討論的一種汙衊，讓這次公投產生污點。也特別懇請警方，提供我家人在人身與居家安全上的保護協助，請讓他們生活在免於恐懼的環境中。」
| 2016年澎湖縣選舉區立法委員選舉結果 | 2016年澎湖縣選舉區立法委員選舉結果 | 2016年澎湖縣選舉區立法委員選舉結果 | 2016年澎湖縣選舉區立法委員選舉結果 | 2016年澎湖縣選舉區立法委員選舉結果 | 2016年澎湖縣選舉區立法委員選舉結果 | 2016年澎湖縣選舉區立法委員選舉結果 |
| 號次                               | 候選人                             | 政黨                               | 得票數                             | 得票率                             | 當選標記                           |                                    |
| ---------------------------------- | ---------------------------------- | ---------------------------------- | ---------------------------------- | ---------------------------------- | ---------------------------------- | ---------------------------------- |
| 1                                  | 冼義哲                             | 樹黨                               | 1,523                              | 3.65%                              |                                    |                                    |
| 2                                  | 楊曜                               | 民主進步黨                         | 23,107                             | 55.40%                             |                                    |                                    |
| 3                                  | 黃漢東                             | 台灣工黨                           | 399                                | 0.96%                              |                                    |                                    |
| 4                                  | 陳雙全                             | 中國國民黨                         | 16,680                             | 38.87%                             |                                    |                                    |
| 選舉人數                           | 選舉人數                           | 選舉人數                           | 83,154                             | 83,154                             | 83,154                             |                                    |
| 投票數                             | 投票數                             | 投票數                             | 42,917                             | 42,917                             | 42,917                             |                                    |
| 有效票                             | 有效票                             | 有效票                             | 41,709                             | 41,709                             | 41,709                             |                                    |
| 無效票                             | 無效票                             | 無效票                             | 1,208                              | 1,208                              | 1,208                              |                                    |
| 投票率                             | 投票率                             | 投票率                             | 51.61%                             | 51.61%                             | 51.61%                             |                                    |

#### 參選縣議員
2017年4月27日，冼義哲宣布辭去樹黨主席，返回故鄉澎湖備戰地方選舉。並於2017年12月時與澎湖青年陣線執行長王南昕、副執行長招有倫宣布投入澎湖縣議員及馬公市民代表第二、第三選區之選舉。2018年4月10日，澎湖青年陣線資訊部主任謝佑康與組織部主任張峻偉宣布投入馬公市民第一、第四代表之選舉。

#### 退出樹黨
2019年10月3日，因不滿黨內大老主政管理不彰、黨務長期停擺，甚至遭內政部開罰100萬元後仍不願積極解決問題，反而提出「提高黨費、均分罰款」一案形同將青年世代拒於門外，身為創黨要角的冼義哲公開宣布退黨；隨後謝佑康、招有倫、洪國珍、張峻偉等多名代表人物也宣布退黨。

### 民進黨時期
2019年，冼義哲宣布加入民主進步黨，出任民進黨澎湖縣黨部發言人，2020年逢縣黨部改組，改任民進黨澎湖縣黨部執行長。
2020年2月29日，冼義哲擔任民進黨澎湖縣黨部發言人，於5月29日新任黨部主委上任後辭職。同年6月30日，縣黨部改組，出任縣黨部執行長，並因年紀考量，以28歲之齡退出「澎湖青年陣線」，也卸下召集人身份。
2020年5月20日，與陳韻如在馬公市戶政事務所登記結婚。
2022年8月12日，辭去縣黨部黨職，妻子陳韻如也一同離職。
2024年1月9日，冼義哲參與「中國對台認知作戰」論壇，與會人員有台大政治系榮譽教授明居正，以及唐靖遠、陳薇羽、李大宇等媒體人出席，冼義哲主要研究分析中國情勢以及台海戰情報，自身學位論文也是以「澎湖於台澎防衛作戰之角色」為題，並有計劃將相關內容出版，希望能呼籲更多人關注澎湖作為民主保衛前線的戰略議題。
2024年2月25日，冼義哲宣布參選民進黨澎湖縣黨部主委，5月26日由原任主委顏家康當選連任，冼義哲落選。
2024年12月1日，因應揭露中國政權活摘器官的紀錄片《國有器官》在台灣各地上映，澎湖地區為響應議題，並希望引起更多人能夠清楚明白「中國」內部的狀況，也在澎湖的影城舉辦僅此一場的特映會，更請來台大兩位學者明居正與張錦華親臨澎湖，一同進行映後討論分享活動，該活動主持任務由冼義哲擔綱。此包場活動的結餘款，冼義哲與另外兩位合作夥伴陳淑菁與鄭承榆親送至惠民醫院，捐助惠民醫院重建工程專案。

## 文學作品

### 十字路口
2018年7月10日，《十字路口》正式發行，並在該年七月份在台中、台南舉行簽書會，原訂八月份的簽書會因故延至選後舉行。

### 西瀛勝境
冼義哲申請國家文化藝術基金會的「文學創作」補助款，書寫伯公趙文邦在澎湖地區、1945年間響應228事件起事未遂為故事背景，以筆名「鳴鏑」寫作《西瀛勝境：那群在二二八事件抗爭的澎湖青年》一書，2020年6月25日由秀威資訊出版。

## 外部連結
- 冼義哲的Facebook專頁
- 鳴鏑的Facebook專頁
- 個人Blog－你好，我是冼義哲（页面存档备份，存于）
- 天下雜誌－冼義哲／三點水，島與人（页面存档备份，存于）